# Carteira de investimentos
Uma carteira de investimentos é um grupo de ativos que pertence a um investidor, pessoa física ou pessoa jurídica.
Estes ativos podem ser ações, fundos, títulos públicos, debêntures, aplicações imobiliárias, entre outros.
A carteira permite a diversificação de ativos bem como de risco, levando a maior tranquilidade ao investidor e menor volatilidade do património.
A gestão de investimentos tem incorporada uma relação clara entre risco e  retorno. O retorno esperado pelo investidor está relacionado com o risco que pretende correr. Esta atitude depende do seu perfil de risco, no caso de ser avesso ao risco irá optar por uma carteira com menor risco, logo menor retorno, se for propenso ao risco irá optar neste caso por uma carteira de maior risco, logo maior retorno. 
A diminuição de risco de uma carteira pode ser conseguida pela sua diversificação, que reduz o risco único, no entanto não consegue reduzir o risco do mercado. Assim é importante saber o efeito que cada título poderá ter na carteira. Para saber qual a sua contribuição no risco de uma carteira diversificada, é necessário medir o seu risco de mercado o que implica avaliar a sua sensibilidade às variações do mercado. Para isso é utilizado o índice beta.   
Existe uma série de canais onde é possível montar uma carteira de investimentos, tais como bancos, corretoras e empresas de gestão.
Atualmente este mercado tem se especializado muito, levando à criação de profissionais mais capacitados a assessorar este tipo de investidor por meio de empresas especializadas denominadas family offices, cabe a estes profissionais gerir a carteira de investimentos de modo a que se obtenha o maior retorno para um determinado nível de risco.
O family office possibilita aos investidores que eles tenha maior controle de risco sobre seus investimentos e uma ideia mais clara e precisa de como estão distribuídos os investimentos.
Outra característica destes profissionais é a necessidade de certificação adequada, tais como as exigidas pela Anbima para assessorar e instruir clientes. Neste caso quando a carteira é administrada por uma Pessoa Jurídica, ela poderá ser administrada de duas maneiras. Via Fundo de investimento ou via Gestora de Carteiras, ambos administram as carteiras de forma discricionária. 